# Vizita (divadlo)

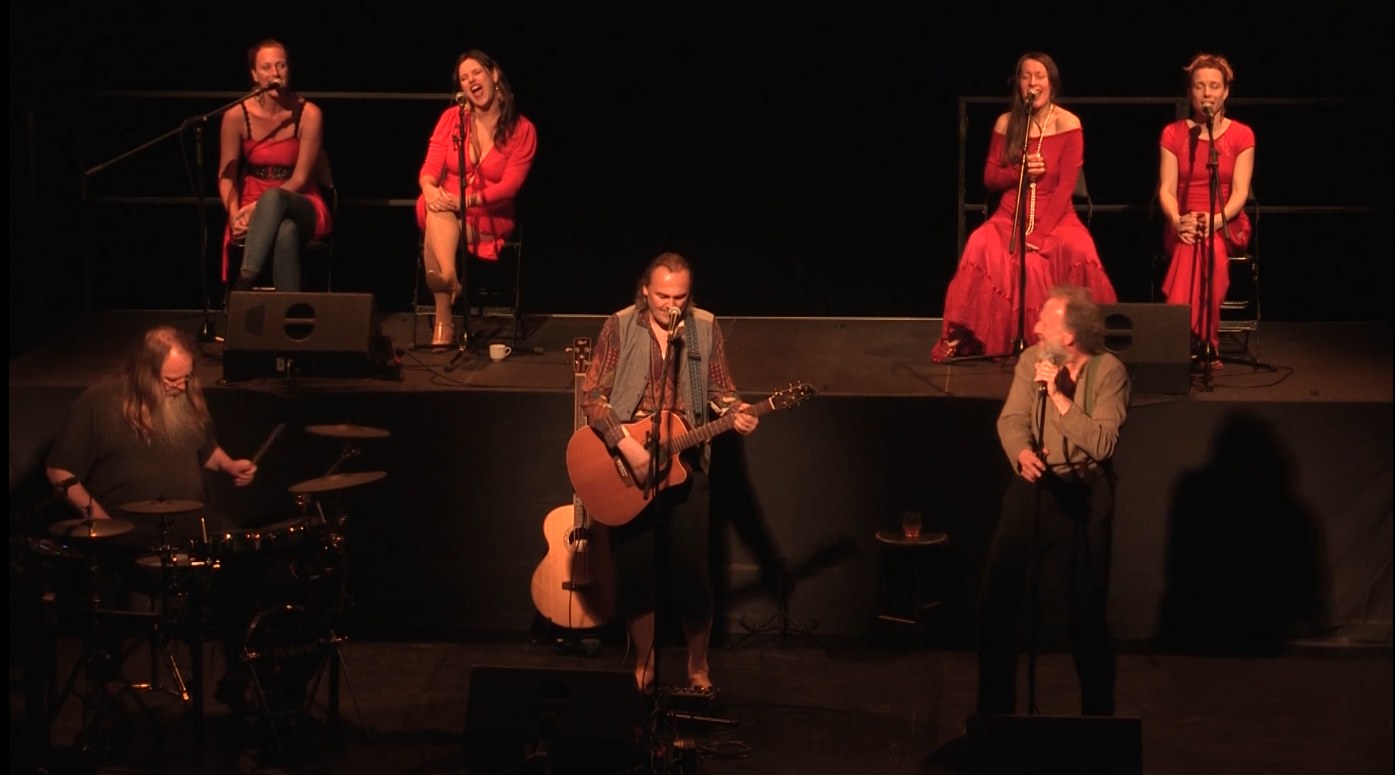
Divadlo Vizita s hostující vokální skupinou Yellow sisters při představení na scéně pražského Divadla Archa

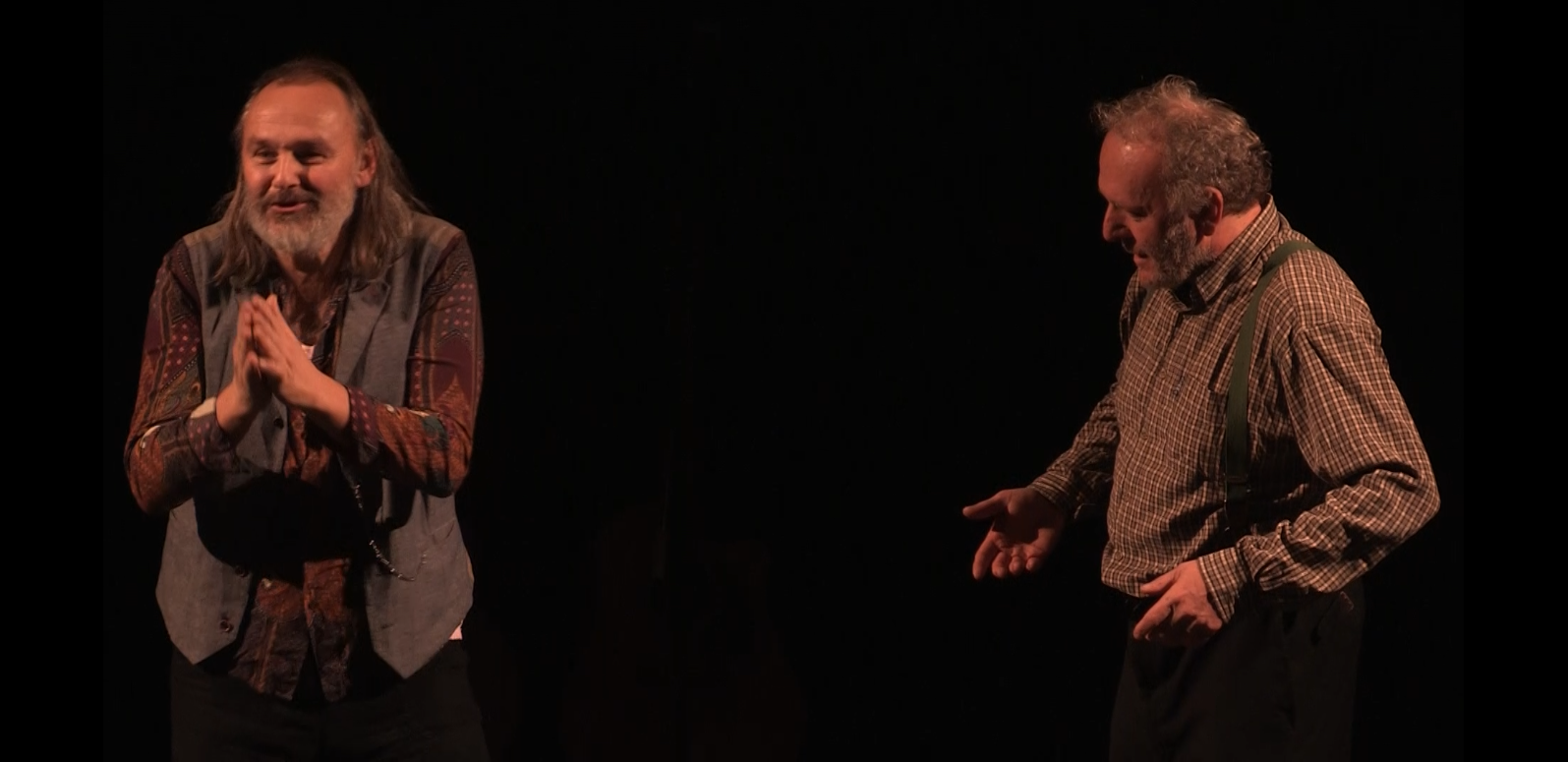
Improvizační představení Malá Vizita na scéně pražského Divadla Kampa

Vizita je pražské improvizační divadlo. Nově vystupuje na scéně Divadla Na Jezerce a Divadla Kampa. Jeho název je odvozen od autorské hry zakládajícího člena souboru Jaroslava Duška, která však nikdy nebyla uvedena.

## Historie
Soubor založili v roce 1981 Jaroslav Dušek a Jan Borna. První uvedenou hrou bylo Srslení aneb jeden den Vilemína Čmelíka. O rok později tuto sestavu rozšířil Oldřich Kužílek. V letech 1982-1983 byly uvedeny hry Kostky a Kostky II. Koncem roku 1983 Jan Borna divadelní soubor opustil a krátce nato s Jaroslavem Duškem začal spolupracovat Radomil Uhlíř. V tomto období byly uvedeny hry Pavučina, Pastýřka putující k dubnu, Výhra čili výhra a Statek. Od roku 1986 začal Jaroslav Dušek dlouhodobě spolupracovat s Martinem Zbrožkem. V průběhu let 1987-1989 společně realizovali sérii totálně improvizačních představení pod obecným názvem Vystoupení. Spolupráce s Martinem Zbrožkem byla přerušena jeho emigrací v září 1989; dlouhodobým jevištním partnerem Jaroslava Duška se následně stal Alan Vitouš. V průběhu 90. let souborem prošla řada hostů i stálejších členů: v roce 1993 se k častější spolupráci vrátil Martin Zbrožek, v roce 1997 se přidal Pjér la Šé'z a o dva roky později Zdeněk Konopásek. Martin Zbrožek se naposledy objevil v představení Vizity v roce 2005, Pjér la Šé'z spolupráci v letech 1999-2002 přerušil, ale od roku 2003 je opět stálým členem Vizity. Soubor od roku 1999 hostoval na scéně Divadle Archa; s přestávkou v období září 2002- červen 2003, kdy se jeho představení (kvůli zatopení a následné rekonstrukci Divadla Archa) dočasně přesunula do divadla Ponec. Od roku 2023 svá představení uvádí v Divadle Na Jezerce. Představení jsou čistě improvizační. Záznamy některých představení jsou dostupné na YouTube kanálu divadla Vizita. Improvizační představení tandemu Jaroslav Dušek - Pjér la Šé'z pod názvem Malá Vizita byly uváděny v Divadle Kampa a vysílány přímým přenosem na YouTube kanálu Divadla Kampa. V roce 2024 se soubor přesunul do Divadla Na Maninách a v roce 2025 vystupuje ve Velkém Mlýně v pražské Libni. 

## Další členové a hosté souboru
- režisér Oldřich Kužílek
- herec Radomil Uhlíř
- houslista a herec Martin Zbrožek
- multiinstrumentalista Alan Vitouš
- kontrabasista Miroslav Vitouš
- kytarista Pavel Steidl
- perkusista Miloš Dvořáček
- kytarista René Pařez
- kontrabasista Jaromír Honzák
- kytarista David Dorůžka
- zpěvák a multiinstrumentalista Vráťa Kydlíček
- spisovatel Jan Štolba
- zpěvák a hudebník Dan Bárta
- hudebník a psycholog Pjér la Šé'z
- bubeník Zdeněk Konopásek
- hráč na didgeridoo Ondřej Smeykal
- vokální skupina Yellow Sisters